# Karagàs
Karagàs (en rus: Карагас) és un poble de la república del Daguestan, a Rússia. Segons el cens del 2010 tenia 1.972 habitants.